# Christian Ludwig zu Wied-Runkel

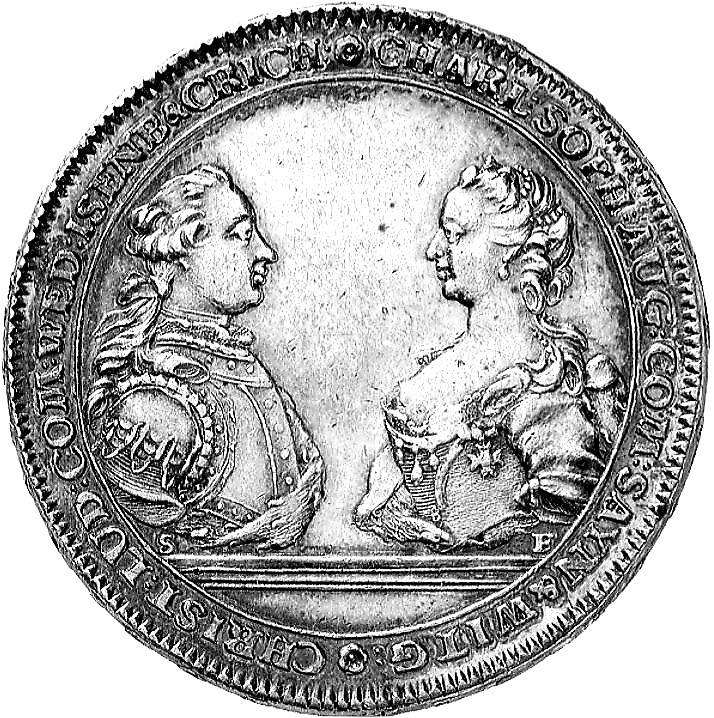
Christian Ludwig zu Wied-Runkel und Charlotte Sophie Augusta zu Sayn-Wittgenstein, zur Hochzeit 1762

Christian Ludwig Graf zu Wied-Runkel, ab 1791 Fürst zu Wied-Runkel (* 2. Mai 1732 in Dierdorf im Landkreis Neuwied; † 31. Oktober 1791 auf Burg Runkel) war ein deutscher Landesherr im Fürstentum Wied.
Er führte vor der Fürstung die Titulatur Christian Ludwig, regierender Graf zu Wied, Isenburg und Krichingen, Herr zu Runkel, Saarwellingen, Krichingen, Püttlingen und Rollingen, Erbmarschall des Herzogthums Luxemburg und der Grafschaft Chiny bzw. in der kürzeren Form Christian Ludwig, Graf zu Wied, Isenburg und Crichingen, Herr zu Runkel etc. etc. etc. bzw. noch kürzer Christian Ludwig, Graf zu Wied, Isenburg und Crichingen.

## Leben

### Herkunft und Familie
Christian Ludwig zu Wied-Runkel wurde als zweiter Sohn des Johann Ludwig zu Wied-Runkel (1706–1762) und dessen erster Ehefrau Christine Luise von Ostfriesland (1710–1732, Tochter des Grafen Ulrich von Ostfriesland) geboren. Sein jüngerer Bruder Franz Ludwig (* 9. März 1735; † 18. Dezember 1791) war französischer Obrist und Ritter des Ordens vom Pfälzer Löwen
Am 23. Juni 1762 heiratete Christian Ludwig Charlotte Sophia (Amalia) Augusta von Sayn-Wittgenstein (* 14. Juli 1741; † 5. Juni 1803), Tochter des Alexander Ludwig Graf von Sayn und Wittgenstein-Sayn, herzoglich württembergischen Generalfeldwachtmeisters, * 16. Dezember 1694; † 22. Mai 1768 als Generalfeldmarschall-Lieutenant des Schwäbischen Kreises, und der Friederike Wilhelmine von Wendessen († 1780), der letzten Mätresse des württembergischen Herzogs Eberhard Ludwig, Nachfolgerin der früheren Mätresse Wilhelmine von Grävenitz, mit der sie über deren Mutter, ebenfalls eine Wendessen, verwandt war. Alexander Ludwig und Friedrike Wilhelmine zu Sayn-Wittgenstein-Sayn bzw. deren Nachkommen wurden im Testament des württembergischen Herzogs auch mit einem Kapital von 50.000 Gulden bedacht.
Aus der Ehe Christian Ludwigs mit Charlotte sind sechs Söhne hervorgegangen, darunter Karl Ludwig Friedrich Alexander (1763–1824, Nachfolger seines Vaters) und Friedrich Ludwig (1770–1824) sowie eine Tochter.
Anlässlich der Hochzeit wurde 1767 eigens eine Silbermünze geprägt, der „Runkeler Hochzeitsthaler“. Er wurde in der Frankfurter Münzstätte in 102 Exemplaren aufgelegt.

### Wirken

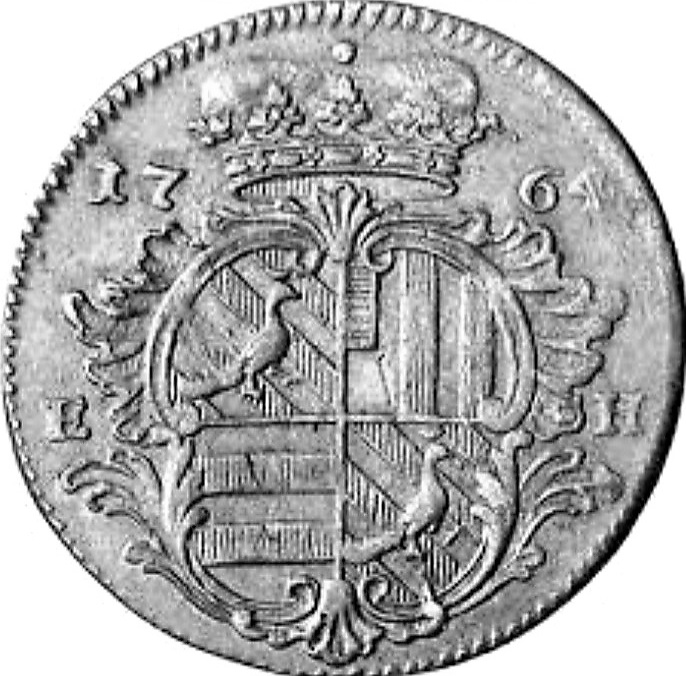
Geprägt 1764, 5 Kreuzer-Münze mit Wappen Wied-Runkel

Am 18. Oktober 1757 trat sein Vater die Regentschaftsrechte über die Grafschaft Kriechingen mit der Reichsherrschaft Saarwellingen sowie Rellingen, Helfingen, Lauingen Tettingen, Münzingen, Remilly und Voimhuit ab und am 31. März 1762 übertrug er ihm die obere Grafschaft Wied-Runkel.
1765 erhielt er einen ständigen Sitz und Stimmrecht im Wetterauer Grafenverein. Ebenso hatte er einen Sitz im niederrheinisch-westfälischen Reichsgrafenkollegium, die beide im Reichsfürstenrat Stimmrecht hatten.
Im selben Jahr erließ er als Landesherr eine erneuerte „Gräflich-Wied-Runkelsche Feuerordnung“ mit dem Hinweis, „dahero aus Landesväterlicher gnädigster Vorsorge für unsere getreue Unterthanen, zu Verhütung schädlicher Feuersbrünste, und zu geschwinder Löschung der bereits entstandenen, nachfolgende erneuerte und vermehrte Feuerordnung ergehen, und durch Druck zu jedermanns Wissenschaft bekannt machen“.
In seine Amtszeit fallen weitere Verordnungen und Regelungen.
1766 wurde das durch Brand total zerstörte Schloss Saarwellingen auf seine Initiative hin wieder aufgebaut bzw. neu gebaut.
1774 erteilte er dem Apotheker Joh. Georg Adam Krafft aus Ostheim eine persönliche Konzession zum Betrieb der Amtsapotheke Runkel. Zugleich erhielt er eine Genehmigung für einen „Spezereikrams“ also einen Krämerladen für Spezereiwaren.

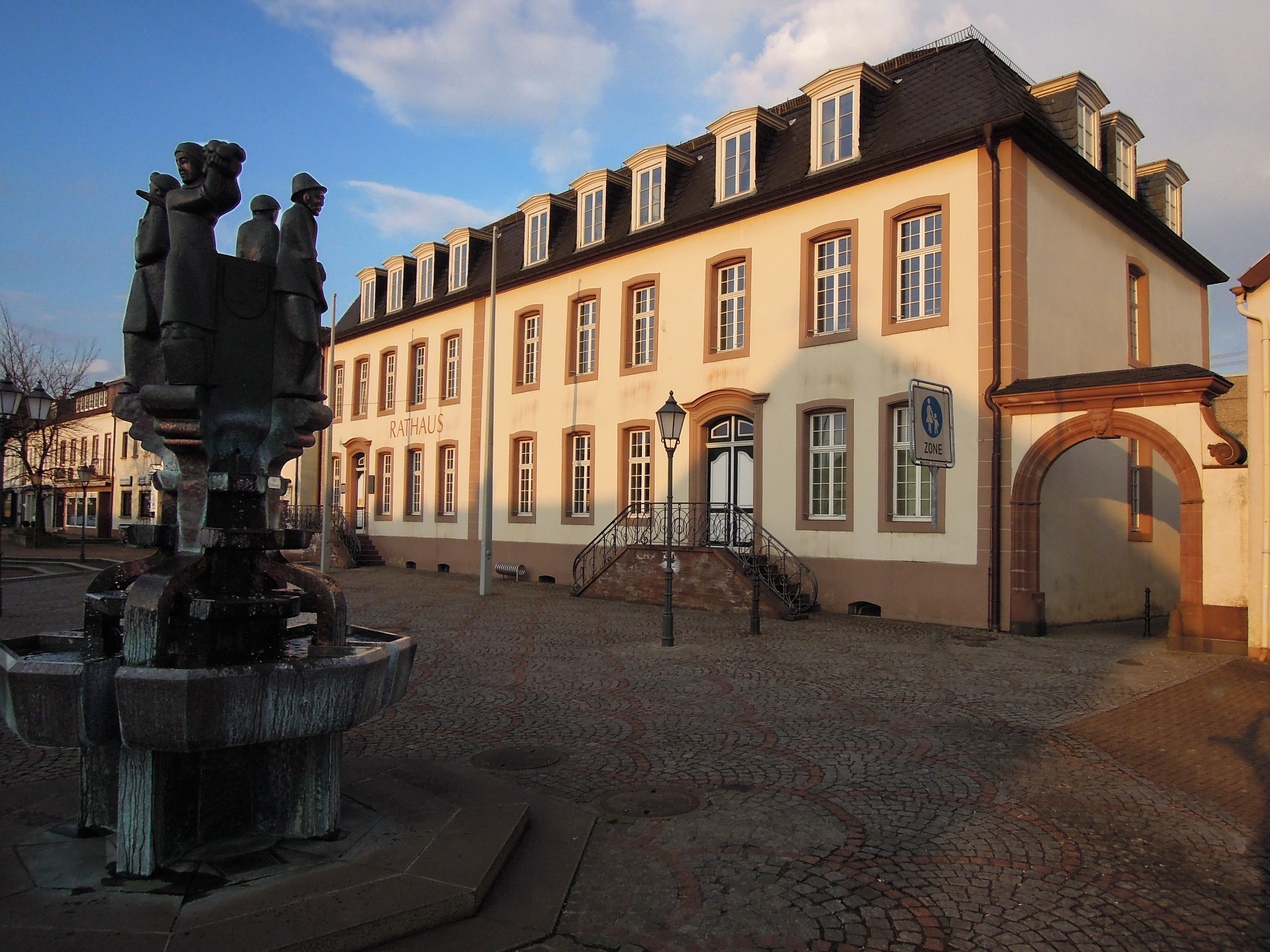
Schloss Saarwellingen, 1766 durch Brand zerstört und durch Christian Ludwig zu Wied-Runkel neu errichtet

1778 verkaufte er die zur Grafschaft Kriechingen gehörende Herrschaft Püttlingen für 120.000 Gulden an den Fürsten Ludwig von Saarbrücken.
Ausschlaggebend hierfür war die Tatsache, dass der französische König Ludwig XV. die Souveränität über die Herrschaft Püttlingen an den Saarbrücker Fürsten Wilhelm Heinrich von Nassau-Saarbrücken abtrat und sogleich Püttingen in das Herrschaftsgebiet der Nassauer eingegliedert wurde. So kam es zwangsläufig zu Differenzen und Prozessen zwischen den beiden Herrschern. Da das Recht des Bergregals umstritten blieb, führte diese Diskrepanz schließlich zum Verkauf der Herrschaft Püttingen an Nassau-Saarbrücken.
1782 erteilte Christian Ludwig dem Kaufmann Johann Haentjes aus Köln-Mülheim und dem holländischen Kaufmann Dirck van Hees das Recht zur Anlage von Berg-, Hütten- und Hammerwerken in der Herrschaft Runkel. 1784 wurde die Christianshütte in Beselich-Schupbach in Betrieb genommen.

## Ehrungen
1791: Erhebung in den Reichsfürstenstand durch Kaiser Leopold II.